# Pfauen-Zackenbarsch

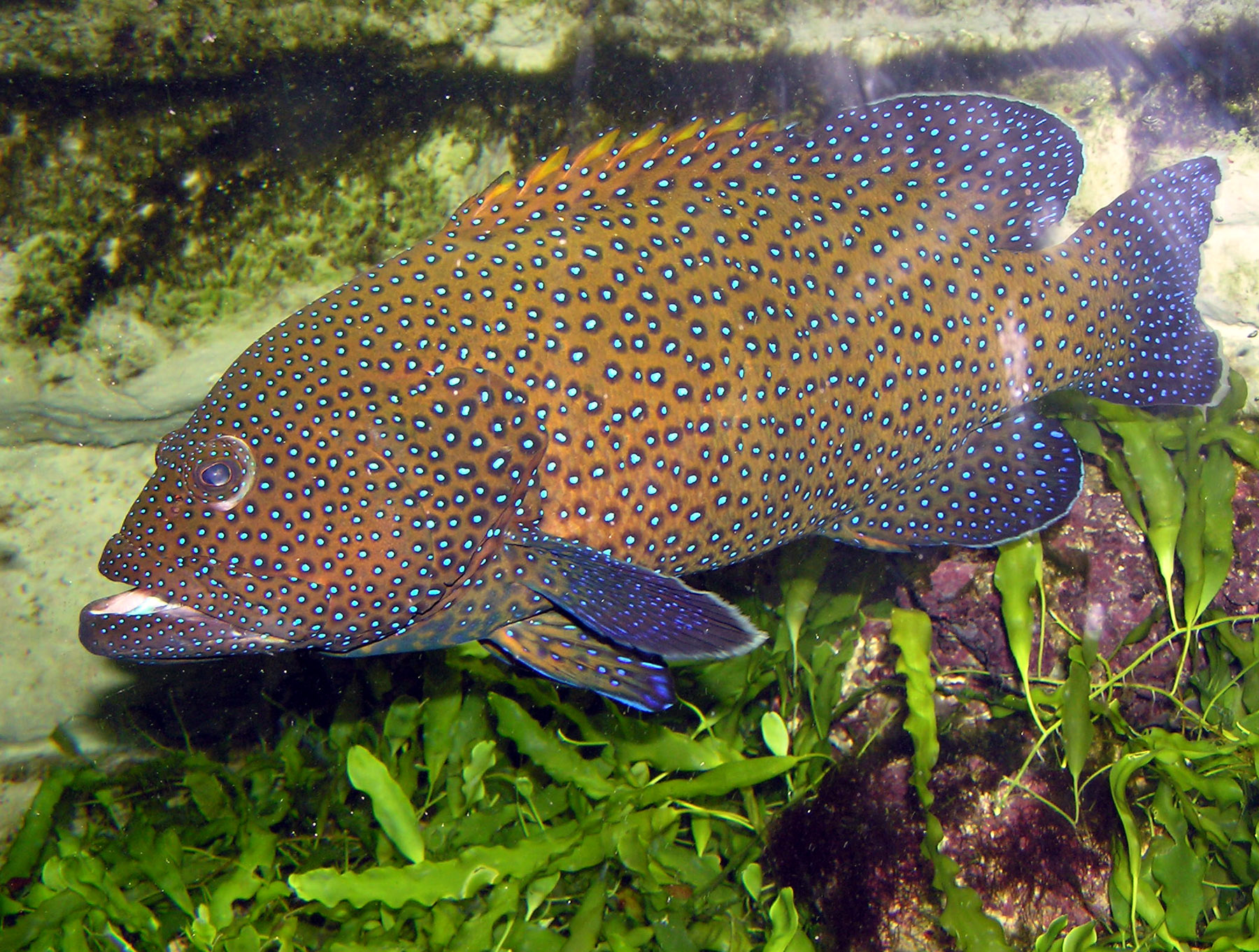
Pfauen-Zackenbarsch im Zoo von Bristol in England

Der Pfauen-Zackenbarsch (Cephalopholis argus) ist ein auffallend bunter Vertreter der Zackenbarsche (Epinephelidae).

## Aussehen
Die Grundfarbe seines Körpers kann dunkelrot, bräunlich oder olivgrün sein. Meist ist der Vorderkörper dunkler, hinten kann der Pfauen-Zackenbarsch fünf bis sechs breite, helle, senkrechte Streifen haben. Hellblaue, schwarz umrandete Punkte überziehen den ganzen Körper und die Flossen. Am Ansatz der Brustflossen haben sie einen hellen Fleck, der je nach Stimmungslage der Tiere heller oder dunkler ist. Pfauen-Zackenbarsch werden 40 bis 60 Zentimeter lang. Die körperfernen Teile der Brustflossen können kastanienbraun sein, die dreieckigen Flossenmembranen an der Spitze der Rückenflossenstacheln sind orange bis golden. 
- Flossenformel: Dorsale IX/15–17, Anale III/9.

Der Pfauen-Zackenbarsch kann leicht mit dem Blauflecken-Zackenbarsch (Cephalopholis cyanostigma) verwechselt werden. 

## Verbreitung
Die Fische leben im Indopazifik, vom Roten Meer (selten) und der Küste Südafrikas, bis zu den Ryukyu-Inseln, Mikronesien, Tahiti und Pitcairn. Eine Population bei Hawaii wurde wahrscheinlich vom Menschen eingeschleppt. Der Pfauen-Zackenbarsch lebt sowohl an Außenriffen als auch in Lagunen bis in einer Tiefe von 40 Meter.

## Verhalten
Pfauen-Zackenbarsche leben paarweise oder in kleinen Gruppen. Sie sind sowohl tagsüber als auch nachts aktiv und ernähren sich von kleinen Fischen, Krebstieren und Kopffüßern. Jungfische leben sehr versteckt zwischen Korallen. Ab einer Länge von 20 Zentimeter werden sie geschlechtsreif.